# Leonard Bernstein
Leonard Bernstein (25. srpna 1918, Lawrence, Massachusetts, USA – 14. října 1990, New York) byl americký dirigent, hudební skladatel, klavírista, pedagog, hudební popularizátor a televizní hvězda. Patřil mezi nejvýznamnější dirigenty své doby a byl také prvním americkým dirigentem, který získal mezinárodní uznání. Podle hudebního kritika Donala Henahana byl „jedním z nejzáhadněji talentovaných a nejúspěšnějších hudebníků v americké historii“.
Bernstein byl prvním v Americe narozeným dirigentem, který vedl americký orchestr. Byl hudebním ředitelem Newyorské filharmonie, dirigoval přední světové orchestry a vytvořil významné dědictví zvukových a obrazových záznamů. Byl také klíčovou postavou v moderním oživení hudby Gustava Mahlera, skladatele, o jehož hudbu se nejvíce zajímal. Jako zručný klavírista často dirigoval klavírní koncerty od klaviatury.

## Biografie
Narodil se jako Louis Bernstein v Lawrence ve státě Massachusetts do rodiny ukrajinských Židů původem z města Rovno. Nebyl příbuzný filmového skladatele Elmera Bernsteina, ale byli přáteli a dokonce sdíleli určitou fyzickou podobnost. Jako malý chlapec bral lekce na piano a navštěvoval Posádkovou a Bostonskou latinskou školu. Na Harvardově univerzitě studoval s Walterem Pistonem, Edwardem Burlingame-Hillem a A. Tillmanem Merrittem a mnoha dalšími. Absolvoval studium hudebních oborů na Harvardu (1939), poté studoval hru na klavír, dirigování a orchestraci na Curtisově institutu ve Filadelfii (1942), kde byl nejnadanějším žákem Fritze Reinera. V roce 1940 studoval pod vedením dirigenta Sergeje Kusevického v Tanglewoodu, berkshisrském letním středisku Bostonského symfonického orchestru, posléze se stal Kusevického asistentem.
Dne 14. listopadu 1943 „zaskočil“ za nemocného Bruna Waltera u Newyorské filharmonie, kde působil od září 1943 jako asistent. Tento záskok odstartoval jeho profesionální kariéru. V letech 1945-1947 byl hudebním ředitelem Newyorského Symfonického orchestru. Po smrti Sergeje Kusevického v roce 1951 se stal na mnoho let vedoucím třídy dirigování v Tanglewoodu. Na počátku roku 1947 Bernstein přijal pozvání Palestinského orchestru a přijel do Jeruzaléma v tehdejší britské mandátní Palestině (dnešní Izrael), aby dirigoval několik koncertů. O svých zážitcích z této cesty napsal Bernstein svému příteli:
V těchto lidech je síla i oddanost, jež jsou obdivuhodné. Nikdy si nedají tuto zemi vzít, to by raději nejdřív zemřeli. A jejich zem je krásná tak, že se to nedá popsat.
Situace je napjatá a nepředvídatelná, orchestr výborný a plný nadšení (první zkouška dnes ráno). Mávl jsem taktovkou, a před koncertní síní zazněl jako doprovod hlučný výbuch. Klidně jsme pokračovali v práci. Tak to tady chodí. Včera večer z našeho hotelu unesli jednoho Angličana, dnes vyletěla do vzduchu policejní stanice, na náměstí byl zničen náklaďák – a život jde dál. Tančíme, hrajeme boogie-woogie, procházíme se kolem Středozemního moře (které je jako z pohádky) a doufáme v to nejlepší.
Leonard Bernstein, v dopisech svému příteli
V letech 1958–1969 se stal hudebním ředitelem Newyorské filharmonie (831 koncertů). Poté až do své smrti hostoval u významných orchestrů (Bostonský symfonický orchestr, Izraelská filharmonie, Londýnští symfonikové, Vídeňští filharmonikové), operních domů a na hudebních festivalech po celém světě. Oživil celosvětový zájem o díla Gustava Mahlera a Charlese Ivese.
Na veřejnosti se televizními pořady od 50. let zasloužil o popularizaci vážné hudby. Tyto pořady získaly řadu televizních ocenění (např. 11 cen Emmy). Leonard Bernstein tak přivedl mnoho Američanů k vážné hudbě.
Vše začalo pořadem Omnibus, který měl v letech 1954–1961 deset dílů. Poté, co se stal šéfdirigentem Newyorské filharmonie, uskutečnil 15 programů pro dospělé (1958–1962) a především 53 programů pro mladé s názvem „Young People's Concerts with the New York Philharmonic“ (1958–1973), které byly nejpopulárnější. Bernstein v nich zasvěcoval diváky do tajů hudby a představoval významné skladby a hudební skladatele. Vybrané scénáře Koncertů pro mladé publikum poté vyšly knižně – kniha se stala bestsellerem (v českém překladu O hudbě - Koncerty pro mladé publikum. Praha: NLN, 1996).
V roce 1990 získal Praemium Imperiale, mezinárodní cenu udělenou Japonským uměleckým sdružením za celoživotní dílo v umění. Cenu ve výši 100 000 dolarů využil k založení fondu Bernstein Education Through the Arts (BETA), Inc. Tento grant poskytl na vytvoření vzdělávacího programu založeného na umění. Centrum Leonarda Bernsteina bylo založeno v dubnu 1992 a zahájilo rozsáhlý výzkum ve školách, jehož výsledkem byl model Artful Learning Program. 
Má hvězdu na Hollywoodském chodníku slávy.
Autorka Bernsteinova životopisu Meryle Secrestová hovořila o jeho bisexualitě a citovala též jeho přítelkyni Shirley Rhoades Perleovou, která uvedla, že „potřeboval muže sexuálně a ženy emocionálně“.

## Pozdní období a smrt
V sobotu 23. prosince 1989 odjel dirigovat po tři dny Beethovenovu symfonii č. 9, na oslavu pádu Berlínské zdi. Symfonie byla zvolena kvůli symbolice, protože sólisté a sbor zpívali „Freiheit“ (svoboda), místo „Freude“ (radost). Tato slova Bernstein schválně zaměnil, kvůli oslavě bratrství a vzájemné svobody po svržení Berlínské zdi. Po návratu domů se cítil úplně vyčerpaný.
Na sklonku života nahrál s Vídeňskou filharmonií a spolu s Krystianem Zimermanem oba Brahmsovy klavírní koncerty a poslední tři klavírní koncerty od Ludwiga van Beethovena.
Do Československa přijel poprvé od roku 1946 na Pražské jaro 1990. Během komunistické totality odmítl v zemi Východního bloku koncertovat na žádost Rafaela Kubelíka. Na závěrečném koncertu hudebního festivalu 1990 dirigoval ve Smetanově síni Českou filharmonii. Na programu byla Beethovenova symfonie č. 9.
Od poloviny 50. let trpěl jako těžký kuřák emfyzémem. Již od druhé poloviny 70. let bral medikamenty a povzbuzující prostředky na hektický dirigentský život. V dubnu 1990 mu byl diagnostikován maligní nádor mezoteliom na okraji pohrudnice u levé plíce. Následně prodělal zápal plic a pásový opar. Poslední koncert proběhl v Tanglewoodu 19. srpna 1990, kdy řídil Beethovenovu 7. symfonii. Ukončení profesionální dráhy oznámil 9. října 1990 a pět dní poté zemřel na infarkt myokardu ve svém bytě v rezidenci Dakota House, ležící na rohu Central Parku v Upper West Side.

## Charakteristika Bernsteina jako skladatele
Jako skladatele ho lze považovat za postmodernistu už v 50. letech 20. století. Nerozlišoval mezi hudbou „vážnou“ a „populární“, ale mezi „dobrou“ a „špatnou“. Bernstein byl stylový syntetik a „eklektik“, nějaké umělecké škatulkování pro něj neplatilo: v artificiálních skladbách, v zásadě tonálních, používal latinskoamerické prvky, výrazný rytmus (synkopování, střídavé rytmy, nesouměrné metrum) a barvitou instrumentaci (časté využívání klavíru, vysoké polohy žesťů, početných, virtuózních perkusí); muzikálovou hudbu a formu pozvedl na vysokou úroveň (např. jazzová fuga v písni Cool) a znovu dokázal, že i díla populární kultury mohou být zároveň velmi hodnotná.
Mnoho jeho skladeb nelze zařadit do předem vymezených kategorií, protože jsou často polystylové a polyžánrové a obsahují „od všeho něco“. Náměty skladeb, duchovní i čistě světské, se neobracejí do minulosti, ale přímo reflektují svět, v němž jejich autor žil a tvořil: hledají víru ztracenou v moderní době, nebo třeba opěvují radovánky a vyjadřují problémy soudobého New Yorku. Řada kompozic se zpěvem je vícejazyčná, často mísí angličtinu, hebrejštinu a různé další jazyky včetně latiny.

## Dílo

### Divadelní a filmové skladby
- Fancy Free – balet, 1944
- On the Town – muzikál, 1944
- Facsimile – balet, 1946
- Peter Pan – písně, doprovodná hudba, 1950
- Trouble in Tahiti – opera o jednom aktu, 1952
- Wonderful Town – muzikál, 1953
- On the Waterfront – filmová hudba, 1954
- Candide – opereta/muzikál/opera, 1956
- West Side Story – muzikál, 1957
- Mass – muzikálové oratorium, 1971
- Dybbuk – balet, 1974
- 1600 Pennsylvania Avenue – muzikál, 1976
- A Quiet Place – opera ve dvou aktech, 1983/1984 (obsahuje Trouble in Tahiti)
- The Race to Urga – muzikál, 1987

### Orchestrální koncertní skladby
- Jeremiah – Symfonie č. 1, 1942
- Three Dance Episodes from „On the Town“, 1945
- Three Dance Variations from „Fancy Free“, 1946
- The Age of Anxiety – symfonie č. 2 (podle W. H. Audena), pro klavír a orchestr, 1949
- Serenade – pro sólové housle, smyčcové nástroje, harfu a bicí nástroje, 1954
- Prelude, Fugue and Riffs – pro sólový klarinet a jazzový ansámbl, 1955
- Symphonic Suite from „On the Waterfront“ – symfonická suita z On the Waterfront, 1955
- Symphonic Dances from „West Side Story“ – symfonické tance z West Side Story, 1960
- Kaddish – Symfonie č. 3, pro orchestr, smíšený sbor, chlapecký sbor, recitátora a sopránové sólo, 1963
- Dybbuk – suity č. 1 a 2, pro orchestr, 1974
- Songfest: A Cycle of American Poems for Six Singers and Orchestra – Slavnost písní: Cyklus amerických básní pro šest hlasů a orchestr, 1977
- Three Meditations from „Mass“ – tři meditace z „Mass“, pro for violoncello a orchestr, 1977
- Divertimento for Orchestra – 1980
- Halil – nokturno pro sólovou flétnu, bicí nástroje, harfu a smyčce, 1981
- Concerto for Orchestra – 1989

### Chorální skladby pro kostel nebo synagogu
- Hashkiveinu – pro sólový tenor, smíšený sbor a varhany, 1945
- Chichester Psalms – 1965
- Missa Brevis – pro smíšený sbor a vysoký tenor (mužský alt) s bicími nástroji, 1988

### Komorní skladby
- Sonáta - pro klarinet a klavír, 1942
- Touches - pro klavír sólo, 1981
- Thirteen Anniversaries - pro klavír sólo, 1988
- Dance Suite - pro žesťový kvintet, 1989

### Vokální skladby
- I Hate Music: A cycle of Five Kids Songs for Soprano and Piano – Nenávidím hudbu: Cyklus pěti dětských písní pro soprán a klavír, 1943
- La Bonne Cuisine: Four Recipes for Voice and Piano – Francouzská kuchyně: Pět receptů pro vokál a klavír, 1947
- Arias and Barcarolles – Árie a barkaroly, pro mezzosoprán, baryton a čtyřruční klavír, 1988 (orchestrováno)

### Film
V roce 2023 natočil režisér Bradley Cooper životopisný film Maestro, kde také hrál hlavní roli.